# Världsmästerskapen i beachvolleyboll 2019 (herrar)
Herrarnas turnering vid Världsmästerskapen i beachvolleyboll 2019 hölls 28 juni till 7 juli 2019. Oleg Stoyanovskiy och Viacheslav Krasilnikov, Ryssland, blev världsmästare för första gången genom att besegra Julius Thole och Clemens Wickler, Tyskland i finalen. Anders Mol och Christian Sørum, Norge tog brons.

## Kval
Totalt fick 48 lag delta. Dessa var fördelade på: 2 lag för värdlandet, 23 lag baserat på världsrankingen (borträknat redan kvalificerade lag från värdlandet), 20 lag från kval arrangerade av konfederationerna (fyra lag per konfederation) samt tre wild card-platser som tillsattes av FIVB.
| Kvalificerat genoml | Land          | Spelare                                  | Seed |
| ------------------- | ------------- | ---------------------------------------- | ---- |
| Värdland            | Tyskland      | Nils Ehlers–Lars Flüggen                 | 39   |
| Världsranking       | Norge         | Anders Mol–Christian Sørum               | 1    |
| Världsranking       | Polen         | Grzegorz Fijałek–Michał Bryl             | 2    |
| Världsranking       | Ryssland      | Oleg Stoyanovskiy–Viacheslav Krasilnikov | 3    |
| Världsranking       | Qatar         | Cherif Younousse–Ahmed Tijan             | 4    |
| Världsranking       | Ryssland      | Konstantin Semenov–Ilya Leshukov         | 5    |
| Världsranking       | USA           | Phil Dalhausser–Nick Lucena              | 6    |
| Världsranking       | USA           | Jake Gibb–Taylor Crabb                   | 7    |
| Världsranking       | Italien       | Paolo Nicolai–Daniele Lupo               | 8    |
| Världsranking       | Spanien       | Pablo Herrera–Adrián Gavira              | 9    |
| Världsranking       | Chile         | Marco Grimalt–Esteban Grimalt            | 10   |
| Världsranking       | Lettland      | Aleksandrs Samoilovs–Jānis Šmēdiņš       | 11   |
| Världsranking       | Tyskland      | Julius Thole–Clemens Wickler             | 12   |
| Världsranking       | USA           | Tri Bourne–Trevor Crabb                  | 13   |
| Världsranking       | Kanada        | Sam Pedlow–Sam Schachter                 | 14   |
| Världsranking       | Ryssland      | Nikita Lyamin–Taras Myskiv               | 15   |
| Världsranking       | Brasilien     | Evandro Oliveira–Bruno Oscar Schmidt     | 16   |
| Världsranking       | Brasilien     | André Stein–George Wanderley             | 17   |
| Världsranking       | Polen         | Piotr Kantor–Bartosz Łosiak              | 18   |
| Världsranking       | Nederländerna | Alexander Brouwer–Robert Meeuwsen        | 19   |
| Världsranking       | Brasilien     | Alison Cerutti–Álvaro Morais Filho       | 20   |
| Världsranking       | Belgien       | Dries Koekelkoren–Tom van Walle          | 21   |
| Världsranking       | Österrike     | Clemens Doppler–Alexander Horst          | 22   |
| Världsranking       | Lettland      | Mārtiņš Pļaviņš–Edgars Tocs              | 23   |
| Världsranking       | Brasilien     | Pedro Solberg–Vitor Felipe               | 24   |
| AVC-kval            | Australien    | Cole Durant–Damien Schumann              | 33   |
| AVC-kval            | Iran          | Bahman Salemi–Arash Vakili               | 36   |
| AVC-kval            | Qatar         | Tamer Abdelrasoul–Assam Mahmoud          | 44   |
| AVC-kval            | Japan         | Yusuke Ishijima–Yuya Ageba               | 46   |
| CAVB-val            | Rwanda        | Patrick Kavalo–Olivier Ntagengwa         | 37   |
| CAVB-val            | Moçambique    | Delcio Soares–Aldevino Nguvo             | 41   |
| CAVB-val            | Sierra Leone  | John Kamara–Ishmail Bangura              | 45   |
| CAVB-val            | Marocko       | Mohamed Abicha–Zouheir Elgraoui          | 47   |
| CEV-kval            | Tjeckien      | Ondřej Perušič–David Schweiner           | 28   |
| CEV-kval            | Ryssland      | Maksim Hudyakov–Igor Velichko            | 31   |
| CEV-kval            | Österrike     | Robin Seidl–Philipp Waller               | 32   |
| CEV-kval            | Schweiz       | Adrian Heidrich–Mirco Gerson             | 35   |
| CSV-kval            | Chile         | Ignacio Zavala–Gaspar Lammel             | 38   |
| CSV-kval            | Venezuela     | José Gómez–Carlos Rangel                 | 40   |
| CSV-kval            | Uruguay       | Mauricio Vieyto–Marco Cairus             | 42   |
| CSV-kval            | Argentina     | Julián Azaad–Nicolás Capogrosso          | 43   |
| NORCECA Kval        | USA           | William Allen–Stafford Slick             | 29   |
| NORCECA Kval        | Kanada        | Ben Saxton–Grant O'Gorman                | 30   |
| NORCECA Kval        | Mexiko        | Lombardo Ontiveros–Juan Virgen           | 34   |
| NORCECA Kval        | Kuba          | Sergio González–Luis Reyes               | 48   |
| Wild cards          | Tyskland      | Jonathan Erdmann–Sven Winter             | 25   |
| Wild cards          | Tyskland      | Philipp Bergmann–Yannick Harms           | 26   |
| Wild cards          | Italien       | Alex Ranghieri–Marco Caminati            | 27   |
| Wild cards          | Italien       | Adrian Carambula–Enrico Rossi            | 45   |

## Gruppspel
Lottning hölls 4 juni 2019.
Alla tider är lokala (UTC+2).

### Grupp A
| Pos | Lag            | M | V | F | P | SV | SF | SK    | BV  | BF  | BK    | Kvalificering      |
| --- | -------------- | - | - | - | - | -- | -- | ----- | --- | --- | ----- | ------------------ |
| 1   | Mol–Sørum      | 3 | 3 | 0 | 6 | 6  | 0  | MAX   | 126 | 87  | 1,448 | Sextondelsfinaler  |
| 2   | Solberg–Felipe | 3 | 2 | 1 | 5 | 4  | 2  | 2,000 | 113 | 104 | 1,087 | Sextondelsfinaler  |
| 3   | Erdmann–Winter | 3 | 1 | 2 | 4 | 2  | 4  | 0,500 | 111 | 123 | 0,902 | Lucky losers-möten |
| 4   | González–Reyes | 3 | 0 | 3 | 3 | 0  | 6  | 0,000 | 91  | 127 | 0,717 |                    |

| Datum  | Tid   |                | Resultat |                | Set 1 | Set 2 | Set 3 | Totalt | Rapport |
| ------ | ----- | -------------- | -------- | -------------- | ----- | ----- | ----- | ------ | ------- |
| 28 Jun | 19:15 | Mol–Sørum      | 2–0      | González–Reyes | 21–10 | 21–14 |       | 42–24  | Rapport |
| 28 Jun | 20:30 | Solberg–Felipe | 2–0      | Erdmann–Winter | 21–18 | 21–16 |       | 42–34  | Rapport |
| 30 Jun | 17:00 | Mol–Sørum      | 2–0      | Erdmann–Winter | 21–18 | 21–16 |       | 42–34  | Rapport |
| 30 Jun | 17:00 | Solberg–Felipe | 2–0      | González–Reyes | 21–12 | 21–16 |       | 42–28  | Rapport |
| 2 Jul  | 16:00 | Erdmann–Winter | 2–0      | González–Reyes | 21–19 | 22–20 |       | 43–39  | Rapport |
| 2 Jul  | 17:00 | Mol–Sørum      | 2–0      | Solberg–Felipe | 21–14 | 21–15 |       | 42–29  | Rapport |

### Grupp B
| Pos | Lag             | M | V | F | P | SV | SF | SK    | BV  | BF  | BK    | Kvalificering      |
| --- | --------------- | - | - | - | - | -- | -- | ----- | --- | --- | ----- | ------------------ |
| 1   | Fijałek–Bryl    | 3 | 3 | 0 | 6 | 6  | 2  | 3,000 | 153 | 135 | 1,133 | Sextondelsfinaler  |
| 2   | Pļaviņš–Tocs    | 3 | 2 | 1 | 5 | 5  | 2  | 2,500 | 141 | 120 | 1,175 | Sextondelsfinaler  |
| 3   | Bergmann–Harms  | 3 | 1 | 2 | 4 | 3  | 4  | 0,750 | 124 | 126 | 0,984 | Lucky losers-möten |
| 4   | Abicha–Elgraoui | 3 | 0 | 3 | 3 | 0  | 6  | 0,000 | 89  | 126 | 0,706 |                    |

| Datum  | Tid   |                | Resultat |                 | Set 1 | Set 2 | Set 3 | Totalt | Rapport |
| ------ | ----- | -------------- | -------- | --------------- | ----- | ----- | ----- | ------ | ------- |
| 28 Jun | 16:00 | Fijałek–Bryl   | 2–0      | Abicha–Elgraoui | 21–15 | 21–16 |       | 42–31  | Rapport |
| 28 Jun | 16:00 | Pļaviņš–Tocs   | 2–0      | Bergmann–Harms  | 21–19 | 21–16 |       | 42–35  | Rapport |
| 30 Jun | 13:00 | Fijałek–Bryl   | 2–1      | Bergmann–Harms  | 21–17 | 16–21 | 15–9  | 52–47  | Rapport |
| 30 Jun | 13:00 | Pļaviņš–Tocs   | 2–0      | Abicha–Elgraoui | 21–11 | 21–15 |       | 42–26  | Rapport |
| 2 Jul  | 16:00 | Fijałek–Bryl   | 2–1      | Pļaviņš–Tocs    | 21–18 | 18–21 | 20–18 | 59–57  | Rapport |
| 2 Jul  | 16:00 | Bergmann–Harms | 2–0      | Abicha–Elgraoui | 21–16 | 21–16 |       | 42–32  | Rapport |

### Grupp C
| Pos | Lag                      | M | V | F | P | SV | SF | SK    | BV  | BF  | BK    | Kvalificering      |
| --- | ------------------------ | - | - | - | - | -- | -- | ----- | --- | --- | ----- | ------------------ |
| 1   | Stoyanovskiy–Krasilnikov | 3 | 3 | 0 | 6 | 6  | 0  | MAX   | 129 | 90  | 1,433 | Sextondelsfinaler  |
| 2   | Doppler–Horst            | 3 | 2 | 1 | 5 | 4  | 2  | 2,000 | 117 | 107 | 1,093 | Sextondelsfinaler  |
| 3   | Ranghieri–Caminati       | 3 | 1 | 2 | 4 | 2  | 4  | 0,500 | 109 | 116 | 0,940 | Lucky losers-möten |
| 4   | Ishijima–Ageba           | 3 | 0 | 3 | 3 | 0  | 6  | 0,000 | 84  | 126 | 0,667 |                    |

| Datum  | Tid   |                          | Resultat |                    | Set 1 | Set 2 | Set 3 | Totalt | Rapport |
| ------ | ----- | ------------------------ | -------- | ------------------ | ----- | ----- | ----- | ------ | ------- |
| 28 Jun | 15:00 | Stoyanovskiy–Krasilnikov | 2–0      | Ishijima–Ageba     | 21–10 | 21–13 |       | 42–23  | Rapport |
| 28 Jun | 16:00 | Doppler–Horst            | 2–0      | Ranghieri–Caminati | 21–18 | 21–15 |       | 42–33  | Rapport |
| 29 Jun | 14:00 | Doppler–Horst            | 2–0      | Ishijima–Ageba     | 21–12 | 21–17 |       | 42–29  | Rapport |
| 29 Jun | 16:00 | Stoyanovskiy–Krasilnikov | 2–0      | Ranghieri–Caminati | 21–16 | 21–18 |       | 42–34  | Rapport |
| 1 Jul  | 17:00 | Stoyanovskiy–Krasilnikov | 2–0      | Doppler–Horst      | 24–22 | 21–11 |       | 45–33  | Rapport |
| 1 Jul  | 18:00 | Ranghieri–Caminati       | 2–0      | Ishijima–Ageba     | 21–15 | 21–17 |       | 42–32  | Rapport |

### Grupp D
| Pos | Lag                   | M | V | F | P | SV | SF | SK    | BV  | BF  | BK    | Kvalificering      |
| --- | --------------------- | - | - | - | - | -- | -- | ----- | --- | --- | ----- | ------------------ |
| 1   | Younousse–Tijan       | 3 | 3 | 0 | 6 | 6  | 2  | 3,000 | 157 | 131 | 1,198 | Sextondelsfinaler  |
| 2   | Carambula–Rossi       | 3 | 2 | 1 | 5 | 5  | 3  | 1,667 | 150 | 146 | 1,027 | Sextondelsfinaler  |
| 3   | Perušič–Schweiner     | 3 | 1 | 2 | 4 | 3  | 4  | 0,750 | 130 | 129 | 1,008 | Lucky losers-möten |
| 4   | Koekelkoren–Van Walle | 3 | 0 | 3 | 3 | 1  | 6  | 0,167 | 109 | 140 | 0,779 |                    |

| Datum  | Tid   |                       | Resultat |                       | Set 1 | Set 2 | Set 3 | Totalt | Rapport |
| ------ | ----- | --------------------- | -------- | --------------------- | ----- | ----- | ----- | ------ | ------- |
| 28 Jun | 17:00 | Koekelkoren–Van Walle | 0–2      | Perušič–Schweiner     | 18–21 | 11–21 |       | 29–42  | Rapport |
| 28 Jun | 18:00 | Younousse–Tijan       | 2–1      | Carambula–Rossi       | 19–21 | 21–14 | 18–16 | 58–51  | Rapport |
| 29 Jun | 17:00 | Younousse–Tijan       | 2–1      | Perušič–Schweiner     | 18–21 | 21–13 | 18–16 | 57–50  | Rapport |
| 29 Jun | 18:00 | Koekelkoren–Van Walle | 1–2      | Carambula–Rossi       | 22–20 | 18–21 | 10–15 | 50–56  | Rapport |
| 1 Jul  | 11:00 | Younousse–Tijan       | 2–0      | Koekelkoren–Van Walle | 21–15 | 21–15 |       | 42–30  | Rapport |
| 1 Jul  | 11:00 | Perušič–Schweiner     | 0–2      | Carambula–Rossi       | 18–21 | 20–22 |       | 38–43  | Rapport |

### Grupp E
| Pos | Lag                 | M | V | F | P | SV | SF | SK    | BV  | BF  | BK    | Kvalificering     |
| --- | ------------------- | - | - | - | - | -- | -- | ----- | --- | --- | ----- | ----------------- |
| 1   | Alison–Filho        | 3 | 3 | 0 | 6 | 6  | 1  | 6,000 | 144 | 113 | 1,274 | Sextondelsfinaler |
| 2   | Allen–Slick         | 3 | 2 | 1 | 5 | 5  | 3  | 1,667 | 143 | 137 | 1,044 | Sextondelsfinaler |
| 3   | Semenov–Leshukov    | 3 | 1 | 2 | 4 | 3  | 4  | 0,750 | 143 | 131 | 1,092 | Sextondelsfinaler |
| 4   | Abdelrasoul–Mahmoud | 3 | 0 | 3 | 3 | 0  | 6  | 0,000 | 77  | 126 | 0,611 |                   |

| Datum  | Tid   |                  | Resultat |                     | Set 1 | Set 2 | Set 3 | Totalt | Rapport |
| ------ | ----- | ---------------- | -------- | ------------------- | ----- | ----- | ----- | ------ | ------- |
| 28 Jun | 13:00 | Semenov–Leshukov | 2–0      | Abdelrasoul–Mahmoud | 21–15 | 21–14 |       | 42–29  | Rapport |
| 28 Jun | 14:00 | Alison–Filho     | 2–1      | Allen–Slick         | 19–21 | 21–15 | 15–10 | 55–46  | Rapport |
| 30 Jun | 16:00 | Semenov–Leshukov | 1–2      | Allen–Slick         | 21–13 | 25–27 | 12–15 | 58–55  | Rapport |
| 30 Jun | 16:00 | Alison–Filho     | 2–0      | Abdelrasoul–Mahmoud | 21–16 | 21–8  |       | 42–24  | Rapport |
| 2 Jul  | 15:00 | Semenov–Leshukov | 0–2      | Alison–Filho        | 24–26 | 19–21 |       | 43–47  | Rapport |
| 2 Jul  | 15:00 | Allen–Slick      | 2–0      | Abdelrasoul–Mahmoud | 21–13 | 21–11 |       | 42–24  | Rapport |

### Grupp F
| Pos | Lag               | M | V | F | P | SV | SF | SK    | BV  | BF  | BK    | Kvalificering      |
| --- | ----------------- | - | - | - | - | -- | -- | ----- | --- | --- | ----- | ------------------ |
| 1   | Saxton–O'Gorman   | 3 | 2 | 1 | 5 | 5  | 2  | 2,500 | 135 | 125 | 1,080 | Sextondelsfinaler  |
| 2   | Brouwer–Meeuwsen  | 3 | 2 | 1 | 5 | 4  | 3  | 1,333 | 138 | 128 | 1,078 | Sextondelsfinaler  |
| 3   | Dalhausser–Lucena | 3 | 1 | 2 | 4 | 2  | 4  | 0,500 | 111 | 111 | 1,000 | Lucky losers-möten |
| 4   | Azaad–Capogrosso  | 3 | 1 | 2 | 4 | 2  | 4  | 0,500 | 103 | 123 | 0,837 |                    |

| Datum  | Tid   |                   | Resultat |                  | Set 1 | Set 2 | Set 3 | Totalt | Rapport |
| ------ | ----- | ----------------- | -------- | ---------------- | ----- | ----- | ----- | ------ | ------- |
| 28 Jun | 10:00 | Dalhausser–Lucena | 2–0      | Azaad–Capogrosso | 21–14 | 21–13 |       | 42–27  | Rapport |
| 28 Jun | 10:00 | Brouwer–Meeuwsen  | 2–1      | Saxton–O'Gorman  | 23–21 | 19–21 | 15–9  | 57–51  | Rapport |
| 30 Jun | 19:00 | Brouwer–Meeuwsen  | 0–2      | Azaad–Capogrosso | 20–22 | 19–21 |       | 39–43  | Rapport |
| 30 Jun | 19:15 | Dalhausser–Lucena | 0–2      | Saxton–O'Gorman  | 16–21 | 19–21 |       | 35–42  | Rapport |
| 2 Jul  | 15:00 | Dalhausser–Lucena | 0–2      | Brouwer–Meeuwsen | 19–21 | 15–21 |       | 34–42  | Rapport |
| 2 Jul  | 17:00 | Saxton–O'Gorman   | 2–0      | Azaad–Capogrosso | 21–14 | 21–19 |       | 42–33  | Rapport |

### Grupp G
| Pos | Lag               | M | V | F | P | SV | SF | SK    | BV  | BF  | BK    | Kvalificering      |
| --- | ----------------- | - | - | - | - | -- | -- | ----- | --- | --- | ----- | ------------------ |
| 1   | Kantor–Łosiak     | 3 | 3 | 0 | 6 | 6  | 0  | MAX   | 128 | 98  | 1,306 | Sextondelsfinaler  |
| 2   | Gibb–Ta. Crabb    | 3 | 2 | 1 | 5 | 4  | 2  | 2,000 | 120 | 101 | 1,188 | Sextondelsfinaler  |
| 3   | Vieyto–Cairus     | 3 | 1 | 2 | 4 | 2  | 5  | 0,400 | 116 | 134 | 0,866 | Lucky losers-möten |
| 4   | Hudyakov–Velichko | 3 | 0 | 3 | 3 | 1  | 6  | 0,167 | 110 | 141 | 0,780 |                    |

| Datum  | Tid   |                   | Resultat |                   | Set 1 | Set 2 | Set 3 | Totalt | Rapport |
| ------ | ----- | ----------------- | -------- | ----------------- | ----- | ----- | ----- | ------ | ------- |
| 29 Jun | 12:00 | Gibb–Ta. Crabb    | 2–0      | Vieyto–Cairus     | 21–17 | 21–13 |       | 42–30  | Rapport |
| 29 Jun | 12:00 | Kantor–Łosiak     | 2–0      | Hudyakov–Velichko | 21–10 | 23–21 |       | 44–31  | Rapport |
| 30 Jun | 17:00 | Kantor–Łosiak     | 2–0      | Vieyto–Cairus     | 21–16 | 21–15 |       | 42–31  | Rapport |
| 30 Jun | 18:00 | Gibb–Ta. Crabb    | 2–0      | Hudyakov–Velichko | 21–15 | 21–14 |       | 42–29  | Rapport |
| 2 Jul  | 17:00 | Gibb–Ta. Crabb    | 0–2      | Kantor–Łosiak     | 17–21 | 19–21 |       | 36–42  | Rapport |
| 2 Jul  | 18:00 | Hudyakov–Velichko | 1–2      | Vieyto–Cairus     | 21–19 | 16–21 | 13–15 | 50–55  | Rapport |

### Grupp H
| Pos | Lag          | M | V | F | P | SV | SF | SK    | BV  | BF  | BK    | Kvalificering     |
| --- | ------------ | - | - | - | - | -- | -- | ----- | --- | --- | ----- | ----------------- |
| 1   | Nicolai–Lupo | 3 | 3 | 0 | 6 | 6  | 1  | 6,000 | 140 | 100 | 1,400 | Sextondelsfinaler |
| 2   | André–George | 3 | 2 | 1 | 5 | 5  | 3  | 1,667 | 148 | 134 | 1,104 | Sextondelsfinaler |
| 3   | Seidl–Waller | 3 | 1 | 2 | 4 | 3  | 4  | 0,750 | 124 | 119 | 1,042 | Sextondelsfinaler |
| 4   | Soares–Nguvo | 3 | 0 | 3 | 3 | 0  | 6  | 0,000 | 67  | 126 | 0,532 |                   |

| Datum  | Tid   |              | Resultat |              | Set 1 | Set 2 | Set 3 | Totalt | Rapport |
| ------ | ----- | ------------ | -------- | ------------ | ----- | ----- | ----- | ------ | ------- |
| 29 Jun | 19:00 | Nicolai–Lupo | 2–0      | Soares–Nguvo | 21–12 | 21–4  |       | 42–16  | Rapport |
| 29 Jun | 19:15 | André–George | 2–1      | Seidl–Waller | 21–19 | 13–21 | 16–14 | 50–54  | Rapport |
| 30 Jun | 15:00 | Nicolai–Lupo | 2–0      | Seidl–Waller | 21–15 | 21–13 |       | 42–28  | Rapport |
| 30 Jun | 15:00 | André–George | 2–0      | Soares–Nguvo | 21–13 | 21–11 |       | 42–24  | Rapport |
| 3 Jul  | 12:00 | Seidl–Waller | 2–0      | Soares–Nguvo | 21–15 | 21–12 |       | 42–27  | Rapport |
| 3 Jul  | 14:00 | Nicolai–Lupo | 2–1      | André–George | 25–23 | 16–21 | 15–12 | 56–56  | Rapport |

### Grupp I
| Pos | Lag             | M | V | F | P | SV | SF | SK    | BV  | BF  | BK    | Kvalificering      |
| --- | --------------- | - | - | - | - | -- | -- | ----- | --- | --- | ----- | ------------------ |
| 1   | Evandro–Bruno   | 3 | 3 | 0 | 6 | 6  | 1  | 6,000 | 142 | 100 | 1,420 | Sextondelsfinaler  |
| 2   | Herrera–Gavira  | 3 | 2 | 1 | 5 | 4  | 2  | 2,000 | 116 | 120 | 0,967 | Sextondelsfinaler  |
| 3   | Durant–Schumann | 3 | 1 | 2 | 4 | 3  | 4  | 0,750 | 131 | 129 | 1,016 | Lucky losers-möten |
| 4   | Gómez–Rangel    | 3 | 0 | 3 | 3 | 0  | 6  | 0,000 | 91  | 131 | 0,695 |                    |

| Datum  | Tid   |                 | Resultat |                 | Set 1 | Set 2 | Set 3 | Totalt | Rapport |
| ------ | ----- | --------------- | -------- | --------------- | ----- | ----- | ----- | ------ | ------- |
| 29 Jun | 14:00 | Evandro–Bruno   | 2–1      | Durant–Schumann | 19–21 | 21–15 | 15–13 | 55–49  | Rapport |
| 29 Jun | 15:00 | Herrera–Gavira  | 2–0      | Gómez–Rangel    | 21–17 | 26–24 |       | 47–41  | Rapport |
| 1 Jul  | 14:00 | Herrera–Gavira  | 2–0      | Durant–Schumann | 21–18 | 21–19 |       | 42–37  | Rapport |
| 1 Jul  | 14:00 | Evandro–Bruno   | 2–0      | Gómez–Rangel    | 21–9  | 21–12 |       | 42–21  | Rapport |
| 3 Jul  | 10:00 | Herrera–Gavira  | 0–2      | Evandro–Bruno   | 11–21 | 16–21 |       | 27–42  | Rapport |
| 3 Jul  | 10:00 | Durant–Schumann | 2–0      | Gómez–Rangel    | 21–10 | 21–19 |       | 42–29  | Rapport |

### Grupp J
| Pos | Lag                   | M | V | F | P | SV | SF | SK    | BV  | BF  | BK    | Kvalificering      |
| --- | --------------------- | - | - | - | - | -- | -- | ----- | --- | --- | ----- | ------------------ |
| 1   | Ehlers–Flüggen        | 3 | 2 | 1 | 5 | 4  | 2  | 2,000 | 121 | 108 | 1,120 | Sextondelsfinaler  |
| 2   | Lyamin–Myskiv         | 3 | 2 | 1 | 5 | 4  | 2  | 2,000 | 123 | 112 | 1,098 | Sextondelsfinaler  |
| 3   | Ontiveros–Virgen      | 3 | 1 | 2 | 4 | 3  | 4  | 0,750 | 122 | 129 | 0,946 | Lucky losers-möten |
| 4   | M. Grimalt–E. Grimalt | 3 | 1 | 2 | 4 | 2  | 5  | 0,400 | 110 | 127 | 0,866 |                    |

| Datum  | Tid   |                       | Resultat |                  | Set 1 | Set 2 | Set 3 | Totalt | Rapport |
| ------ | ----- | --------------------- | -------- | ---------------- | ----- | ----- | ----- | ------ | ------- |
| 29 Jun | 18:00 | M. Grimalt–E. Grimalt | 0–2      | Ehlers–Flüggen   | 17–21 | 14–21 |       | 31–42  | Rapport |
| 29 Jun | 18:00 | Lyamin–Myskiv         | 0–2      | Ontiveros–Virgen | 18–21 | 21–23 |       | 39–44  | Rapport |
| 1 Jul  | 17:00 | Lyamin–Myskiv         | 2–0      | Ehlers–Flüggen   | 21–17 | 21–19 |       | 42–36  | Rapport |
| 1 Jul  | 18:00 | M. Grimalt–E. Grimalt | 2–1      | Ontiveros–Virgen | 21–12 | 11–21 | 15–10 | 47–43  | Rapport |
| 3 Jul  | 13:00 | M. Grimalt–E. Grimalt | 0–2      | Lyamin–Myskiv    | 19–21 | 13–21 |       | 32–42  | Rapport |
| 3 Jul  | 13:00 | Ontiveros–Virgen      | 0–2      | Ehlers–Flüggen   | 20–22 | 15–21 |       | 35–43  | Rapport |

### Grupp K
| Pos | Lag               | M | V | F | P | SV | SF | SK    | BV  | BF  | BK    | Kvalificering     |
| --- | ----------------- | - | - | - | - | -- | -- | ----- | --- | --- | ----- | ----------------- |
| 1   | Heidrich–Gerson   | 3 | 2 | 1 | 5 | 4  | 2  | 2,000 | 126 | 110 | 1,145 | Sextondelsfinaler |
| 2   | Samoilovs–Šmēdiņš | 3 | 2 | 1 | 5 | 4  | 2  | 2,000 | 129 | 117 | 1,103 | Sextondelsfinaler |
| 3   | Pedlow–Schachter  | 3 | 2 | 1 | 5 | 4  | 2  | 2,000 | 124 | 115 | 1,078 | Sextondelsfinaler |
| 4   | Zavala–Lammel     | 3 | 0 | 3 | 3 | 0  | 6  | 0,000 | 89  | 126 | 0,706 |                   |

| Datum  | Tid   |                   | Resultat |                  | Set 1 | Set 2 | Set 3 | Totalt | Rapport |
| ------ | ----- | ----------------- | -------- | ---------------- | ----- | ----- | ----- | ------ | ------- |
| 29 Jun | 13:00 | Samoilovs–Šmēdiņš | 2–0      | Zavala–Lammel    | 21–15 | 21–15 |       | 42–30  | Rapport |
| 29 Jun | 14:00 | Pedlow–Schachter  | 0–2      | Heidrich–Gerson  | 19–21 | 18–21 |       | 37–42  | Rapport |
| 1 Jul  | 10:00 | Samoilovs–Šmēdiņš | 2–0      | Heidrich–Gerson  | 21–19 | 25–23 |       | 46–42  | Rapport |
| 1 Jul  | 10:00 | Pedlow–Schachter  | 2–0      | Zavala–Lammel    | 21–17 | 21–15 |       | 42–32  | Rapport |
| 3 Jul  | 11:00 | Samoilovs–Šmēdiņš | 0–2      | Pedlow–Schachter | 19–21 | 22–24 |       | 41–45  | Rapport |
| 3 Jul  | 11:00 | Heidrich–Gerson   | 2–0      | Zavala–Lammel    | 21–16 | 21–11 |       | 42–27  | Rapport |

### Grupp L
| Pos | Lag              | M | V | F | P | SV | SF | SK    | BV  | BF  | BK    | Kvalificering     |
| --- | ---------------- | - | - | - | - | -- | -- | ----- | --- | --- | ----- | ----------------- |
| 1   | Thole–Wickler    | 3 | 3 | 0 | 6 | 6  | 0  | MAX   | 127 | 96  | 1,323 | Sextondelsfinaler |
| 2   | Bourne–Tr. Crabb | 3 | 2 | 1 | 5 | 4  | 3  | 1,333 | 124 | 110 | 1,127 | Sextondelsfinaler |
| 3   | Salemi–Vakili    | 3 | 1 | 2 | 4 | 3  | 4  | 0,750 | 126 | 113 | 1,115 | Sextondelsfinaler |
| 4   | Kavalo–Ntagengwa | 3 | 0 | 3 | 3 | 0  | 6  | 0,000 | 68  | 126 | 0,540 |                   |

| Datum  | Tid   |                  | Resultat |                  | Set 1 | Set 2 | Set 3 | Totalt | Rapport |
| ------ | ----- | ---------------- | -------- | ---------------- | ----- | ----- | ----- | ------ | ------- |
| 29 Jun | 13:00 | Thole–Wickler    | 2–0      | Kavalo–Ntagengwa | 21–10 | 21–15 |       | 42–25  | Rapport |
| 29 Jun | 13:00 | Bourne–Tr. Crabb | 2–1      | Salemi–Vakili    | 13–21 | 21–16 | 15–9  | 49–46  | Rapport |
| 1 Jul  | 15:00 | Thole–Wickler    | 2–0      | Salemi–Vakili    | 21–18 | 22–20 |       | 43–38  | Rapport |
| 1 Jul  | 15:00 | Bourne–Tr. Crabb | 2–0      | Kavalo–Ntagengwa | 21–13 | 21–9  |       | 42–22  | Rapport |
| 2 Jul  | 18:00 | Thole–Wickler    | 2–0      | Bourne–Tr. Crabb | 21–16 | 21–17 |       | 42–33  | Rapport |
| 2 Jul  | 18:00 | Salemi–Vakili    | 2–0      | Kavalo–Ntagengwa | 21–10 | 21–11 |       | 42–21  | Rapport |

### Ranking av tredjeplacerade lag
De fyra bästa tredjeplacerade lagen gick direkt vidare till åttondelsfinal, medan övriga treor fick spel sextondelsfinal.
| Pos | Lag               | M | V | F | P | SV | SF | SK    | BV  | BF  | BK    |
| --- | ----------------- | - | - | - | - | -- | -- | ----- | --- | --- | ----- |
| 1   | Pedlow–Schachter  | 3 | 2 | 1 | 5 | 4  | 2  | 2,000 | 124 | 115 | 1,078 |
| 2   | Salemi–Vakili     | 3 | 1 | 2 | 4 | 3  | 4  | 0,750 | 126 | 113 | 1,115 |
| 3   | Semenov–Leshukov  | 3 | 1 | 2 | 4 | 3  | 4  | 0,750 | 143 | 131 | 1,092 |
| 4   | Seidl–Waller      | 3 | 1 | 2 | 4 | 3  | 4  | 0,750 | 124 | 119 | 1,042 |
| 5   | Durant–Schumann   | 3 | 1 | 2 | 4 | 3  | 4  | 0,750 | 131 | 129 | 1,016 |
| 6   | Perušič–Schweiner | 3 | 1 | 2 | 4 | 3  | 4  | 0,750 | 130 | 129 | 1,008 |

## Lucky losers-möten
| Datum | Tid   |                   | Resultat |                    | Set 1 | Set 2 | Set 3 | Totalt | Rapport |
| ----- | ----- | ----------------- | -------- | ------------------ | ----- | ----- | ----- | ------ | ------- |
| 3 Jul | 19:00 | Durant–Schumann   | 2–1      | Vieyto–Cairus      | 21–23 | 21–19 | 15–11 | 57–53  | Rapport |
| 3 Jul | 19:00 | Ontiveros–Virgen  | 0–2      | Dalhausser–Lucena  | 15–21 | 17–21 |       | 32–42  | Rapport |
| 3 Jul | 19:15 | Bergmann–Harms    | 2–0      | Ranghieri–Caminati | 21–19 | 21–16 |       | 42–35  | Rapport |
| 3 Jul | 20:30 | Perušič–Schweiner | 2–0      | Erdmann–Winter     | 26–24 | 21–14 |       | 47–38  | Rapport |

## Slutspel

### Spelschema
|  | Sextondelsfinaler              | Sextondelsfinaler              |                                |   | Åttondelsfinaler       | Åttondelsfinaler |        |        | Kvartsfinaler | Kvartsfinaler |  |  | Semifinaler | Semifinaler |  |  | Final | Final |
|  |                                |                                |                                |   |                        |                  |        |        |               |               |  |  |             |             |  |  |       |       |
|  | 4 juli                         |                                |                                |   |                        |                  |        |        |               |               |  |  |             |             |  |  |       |       |
|  |                                |                                |                                |   |                        |                  |        |        |               |               |  |  |             |             |  |  |       |       |
|  | Mol–Sørum (NOR)                | 2                              |                                |   |                        |                  |        |        |               |               |  |  |             |             |  |  |       |       |
|  | Mol–Sørum (NOR)                | 2                              | 5 juli                         |   |                        |                  |        |        |               |               |  |  |             |             |  |  |       |       |
|  | Bergmann–Harms (GER)           | 0                              |                                |   |                        |                  |        |        |               |               |  |  |             |             |  |  |       |       |
|  | Bergmann–Harms (GER)           | 0                              | Mol–Sørum (NOR)                | 2 |                        |                  |        |        |               |               |  |  |             |             |  |  |       |       |
|  | 4 juli                         |                                | Mol–Sørum (NOR)                | 2 |                        |                  |        |        |               |               |  |  |             |             |  |  |       |       |
|  |                                | Pļaviņš–Tocs (LAT)             | 0                              |   |                        |                  |        |        |               |               |  |  |             |             |  |  |       |       |
|  | Solberg–Felipe (BRA)           | Pļaviņš–Tocs (LAT)             | 0                              | 0 |                        |                  |        |        |               |               |  |  |             |             |  |  |       |       |
|  | Solberg–Felipe (BRA)           |                                | 6 juli                         | 0 |                        |                  |        |        |               |               |  |  |             |             |  |  |       |       |
|  | Pļaviņš–Tocs (LAT)             | 2                              |                                |   |                        |                  |        |        |               |               |  |  |             |             |  |  |       |       |
|  | Pļaviņš–Tocs (LAT)             | 2                              | Mol–Sørum (NOR)                | 2 |                        |                  |        |        |               |               |  |  |             |             |  |  |       |       |
|  | 4 juli                         |                                | Mol–Sørum (NOR)                | 2 |                        |                  |        |        |               |               |  |  |             |             |  |  |       |       |
|  |                                | Nicolai–Lupo (ITA)             | 0                              |   |                        |                  |        |        |               |               |  |  |             |             |  |  |       |       |
|  | Evandro–Bruno (BRA)            | Nicolai–Lupo (ITA)             | 0                              | 0 |                        |                  |        |        |               |               |  |  |             |             |  |  |       |       |
|  | Evandro–Bruno (BRA)            | 5 juli                         |                                | 0 |                        |                  |        |        |               |               |  |  |             |             |  |  |       |       |
|  | Allen–Slick (USA)              | 2                              |                                |   |                        |                  |        |        |               |               |  |  |             |             |  |  |       |       |
|  | Allen–Slick (USA)              | 2                              | Allen–Slick (USA)              | 1 |                        |                  |        |        |               |               |  |  |             |             |  |  |       |       |
|  | 4 juli                         |                                | Allen–Slick (USA)              | 1 |                        |                  |        |        |               |               |  |  |             |             |  |  |       |       |
|  |                                | Nicolai–Lupo (ITA)             | 2                              |   |                        |                  |        |        |               |               |  |  |             |             |  |  |       |       |
|  | Salemi–Vakili (IRN)            | Nicolai–Lupo (ITA)             | 2                              | 1 |                        |                  |        |        |               |               |  |  |             |             |  |  |       |       |
|  | Salemi–Vakili (IRN)            |                                | 6 juli                         | 1 |                        |                  |        |        |               |               |  |  |             |             |  |  |       |       |
|  | Nicolai–Lupo (ITA)             | 2                              |                                |   |                        |                  |        |        |               |               |  |  |             |             |  |  |       |       |
|  | Nicolai–Lupo (ITA)             | 2                              | Mol–Sørum (NOR)                | 1 |                        |                  |        |        |               |               |  |  |             |             |  |  |       |       |
|  | 4 juli                         |                                | Mol–Sørum (NOR)                | 1 |                        |                  |        |        |               |               |  |  |             |             |  |  |       |       |
|  |                                | Thole–Wickler (GER)            | 2                              |   |                        |                  |        |        |               |               |  |  |             |             |  |  |       |       |
|  | Alison–Filho (BRA)             | Thole–Wickler (GER)            | 2                              | 2 |                        |                  |        |        |               |               |  |  |             |             |  |  |       |       |
|  | Alison–Filho (BRA)             | 5 juli                         |                                | 2 |                        |                  |        |        |               |               |  |  |             |             |  |  |       |       |
|  | Pedlow–Schachter (CAN)         | 0                              |                                |   |                        |                  |        |        |               |               |  |  |             |             |  |  |       |       |
|  | Pedlow–Schachter (CAN)         | 0                              | Alison–Filho (BRA)             | 0 |                        |                  |        |        |               |               |  |  |             |             |  |  |       |       |
|  | 4 juli                         |                                | Alison–Filho (BRA)             | 0 |                        |                  |        |        |               |               |  |  |             |             |  |  |       |       |
|  |                                | Thole–Wickler (GER)            | 2                              |   |                        |                  |        |        |               |               |  |  |             |             |  |  |       |       |
|  | Brouwer–Meeuwsen (NED)         | Thole–Wickler (GER)            | 2                              | 0 |                        |                  |        |        |               |               |  |  |             |             |  |  |       |       |
|  | Brouwer–Meeuwsen (NED)         |                                | 6 juli                         | 0 |                        |                  |        |        |               |               |  |  |             |             |  |  |       |       |
|  | Thole–Wickler (GER)            | 2                              |                                |   |                        |                  |        |        |               |               |  |  |             |             |  |  |       |       |
|  | Thole–Wickler (GER)            | 2                              | Thole–Wickler (GER)            | 2 |                        |                  |        |        |               |               |  |  |             |             |  |  |       |       |
|  | 4 juli                         |                                | Thole–Wickler (GER)            | 2 |                        |                  |        |        |               |               |  |  |             |             |  |  |       |       |
|  |                                | Dalhausser–Lucena (USA)        | 0                              |   |                        |                  |        |        |               |               |  |  |             |             |  |  |       |       |
|  | Lyamin–Myskiv (RUS)            | Dalhausser–Lucena (USA)        | 0                              | 2 |                        |                  |        |        |               |               |  |  |             |             |  |  |       |       |
|  | Lyamin–Myskiv (RUS)            | 5 juli                         |                                | 2 |                        |                  |        |        |               |               |  |  |             |             |  |  |       |       |
|  | Doppler–Horst (AUT)            | 1                              |                                |   |                        |                  |        |        |               |               |  |  |             |             |  |  |       |       |
|  | Doppler–Horst (AUT)            | 1                              | Lyamin–Myskiv (RUS)            | 0 |                        |                  |        |        |               |               |  |  |             |             |  |  |       |       |
|  | 4 juli                         |                                | Lyamin–Myskiv (RUS)            | 0 |                        |                  |        |        |               |               |  |  |             |             |  |  |       |       |
|  |                                | Dalhausser–Lucena (USA)        | 2                              |   |                        |                  |        |        |               |               |  |  |             |             |  |  |       |       |
|  | Dalhausser–Lucena (USA)        | Dalhausser–Lucena (USA)        | 2                              | 2 |                        |                  |        |        |               |               |  |  |             |             |  |  |       |       |
|  | Dalhausser–Lucena (USA)        |                                | 7 juli                         | 2 |                        |                  |        |        |               |               |  |  |             |             |  |  |       |       |
|  | Younousse–Tijan (QAT)          | 0                              |                                |   |                        |                  |        |        |               |               |  |  |             |             |  |  |       |       |
|  | Younousse–Tijan (QAT)          | 0                              | Thole–Wickler (GER)            | 1 |                        |                  |        |        |               |               |  |  |             |             |  |  |       |       |
|  | 4 juli                         |                                | Thole–Wickler (GER)            | 1 |                        |                  |        |        |               |               |  |  |             |             |  |  |       |       |
|  |                                | Stoyanovskiy–Krasilnikov (RUS) | 2                              |   |                        |                  |        |        |               |               |  |  |             |             |  |  |       |       |
|  | Stoyanovskiy–Krasilnikov (RUS) | Stoyanovskiy–Krasilnikov (RUS) | 2                              | 2 |                        |                  |        |        |               |               |  |  |             |             |  |  |       |       |
|  | Stoyanovskiy–Krasilnikov (RUS) | 5 juli                         |                                | 2 |                        |                  |        |        |               |               |  |  |             |             |  |  |       |       |
|  | Perušič–Schweiner (CZE)        | 0                              |                                |   |                        |                  |        |        |               |               |  |  |             |             |  |  |       |       |
|  | Perušič–Schweiner (CZE)        | 0                              | Stoyanovskiy–Krasilnikov (RUS) | 2 |                        |                  |        |        |               |               |  |  |             |             |  |  |       |       |
|  | 4 juli                         |                                | Stoyanovskiy–Krasilnikov (RUS) | 2 |                        |                  |        |        |               |               |  |  |             |             |  |  |       |       |
|  |                                | Gibb–Ta. Crabb (USA)           | 0                              |   |                        |                  |        |        |               |               |  |  |             |             |  |  |       |       |
|  | Gibb–Ta. Crabb (USA)           | Gibb–Ta. Crabb (USA)           | 0                              | 2 |                        |                  |        |        |               |               |  |  |             |             |  |  |       |       |
|  | Gibb–Ta. Crabb (USA)           |                                | 6 juli                         | 2 |                        |                  |        |        |               |               |  |  |             |             |  |  |       |       |
|  | Herrera–Gavira (ESP)           | 0                              |                                |   |                        |                  |        |        |               |               |  |  |             |             |  |  |       |       |
|  | Herrera–Gavira (ESP)           | 0                              | Stoyanovskiy–Krasilnikov (RUS) | 2 |                        |                  |        |        |               |               |  |  |             |             |  |  |       |       |
|  | 4 juli                         |                                | Stoyanovskiy–Krasilnikov (RUS) | 2 |                        |                  |        |        |               |               |  |  |             |             |  |  |       |       |
|  |                                | Carambula–Rossi (ITA)          | 0                              |   |                        |                  |        |        |               |               |  |  |             |             |  |  |       |       |
|  | Heidrich–Gerson (SUI)          | Carambula–Rossi (ITA)          | 0                              | 0 |                        |                  |        |        |               |               |  |  |             |             |  |  |       |       |
|  | Heidrich–Gerson (SUI)          | 5 juli                         |                                | 0 |                        |                  |        |        |               |               |  |  |             |             |  |  |       |       |
|  | Carambula–Rossi (ITA)          | 2                              |                                |   |                        |                  |        |        |               |               |  |  |             |             |  |  |       |       |
|  | Carambula–Rossi (ITA)          | 2                              | Carambula–Rossi (ITA)          | 2 |                        |                  |        |        |               |               |  |  |             |             |  |  |       |       |
|  | 4 juli                         |                                | Carambula–Rossi (ITA)          | 2 |                        |                  |        |        |               |               |  |  |             |             |  |  |       |       |
|  |                                | Seidl–Waller (AUT)             | 0                              |   |                        |                  |        |        |               |               |  |  |             |             |  |  |       |       |
|  | Seidl–Waller (AUT)             | Seidl–Waller (AUT)             | 0                              | 2 |                        |                  |        |        |               |               |  |  |             |             |  |  |       |       |
|  | Seidl–Waller (AUT)             |                                | 6 juli                         | 2 |                        |                  |        |        |               |               |  |  |             |             |  |  |       |       |
|  | Saxton–O'Gorman (CAN)          | 1                              |                                |   |                        |                  |        |        |               |               |  |  |             |             |  |  |       |       |
|  | Saxton–O'Gorman (CAN)          | 1                              | Stoyanovskiy–Krasilnikov (RUS) | 2 |                        |                  |        |        |               |               |  |  |             |             |  |  |       |       |
|  | 4 juli                         |                                | Stoyanovskiy–Krasilnikov (RUS) | 2 |                        |                  |        |        |               |               |  |  |             |             |  |  |       |       |
|  |                                | Bourne–Tr. Crabb (USA)         | 1                              |   | Bronsmatch             | Bronsmatch       |        |        |               |               |  |  |             |             |  |  |       |       |
|  | Kantor–Łosiak (POL)            | Bourne–Tr. Crabb (USA)         | 1                              | 0 | Bronsmatch             | Bronsmatch       |        |        |               |               |  |  |             |             |  |  |       |       |
|  | Kantor–Łosiak (POL)            | 5 juli                         | 5 juli                         | 0 |                        |                  | 7 juli | 7 juli |               |               |  |  |             |             |  |  |       |       |
|  | Semenov–Leshukov (RUS)         | 5 juli                         | 5 juli                         | 2 |                        |                  | 7 juli | 7 juli |               |               |  |  |             |             |  |  |       |       |
|  | Semenov–Leshukov (RUS)         | Semenov–Leshukov (RUS)         | 0                              | 2 | Mol–Sørum (NOR)        | 2                |        |        |               |               |  |  |             |             |  |  |       |       |
|  | 4 juli                         | Semenov–Leshukov (RUS)         | 0                              |   | Mol–Sørum (NOR)        | 2                |        |        |               |               |  |  |             |             |  |  |       |       |
|  |                                | Bourne–Tr. Crabb (USA)         | 2                              |   | Bourne–Tr. Crabb (USA) | 1                |        |        |               |               |  |  |             |             |  |  |       |       |
|  | Bourne–Tr. Crabb (USA)         | Bourne–Tr. Crabb (USA)         | 2                              | 2 | Bourne–Tr. Crabb (USA) | 1                |        |        |               |               |  |  |             |             |  |  |       |       |
|  | Bourne–Tr. Crabb (USA)         |                                | 6 juli                         | 2 |                        |                  |        |        |               |               |  |  |             |             |  |  |       |       |
|  | Ehlers–Flüggen (GER)           | 1                              |                                |   |                        |                  |        |        |               |               |  |  |             |             |  |  |       |       |
|  | Ehlers–Flüggen (GER)           | 1                              | Bourne–Tr. Crabb (USA)         | 2 |                        |                  |        |        |               |               |  |  |             |             |  |  |       |       |
|  | 4 juli                         |                                | Bourne–Tr. Crabb (USA)         | 2 |                        |                  |        |        |               |               |  |  |             |             |  |  |       |       |
|  |                                | André–George (BRA)             | 1                              |   |                        |                  |        |        |               |               |  |  |             |             |  |  |       |       |
|  | Samoilovs–Šmēdiņš (LAT)        | André–George (BRA)             | 1                              | 1 |                        |                  |        |        |               |               |  |  |             |             |  |  |       |       |
|  | Samoilovs–Šmēdiņš (LAT)        | 5 juli                         |                                | 1 |                        |                  |        |        |               |               |  |  |             |             |  |  |       |       |
|  | André–George (BRA)             | 2                              |                                |   |                        |                  |        |        |               |               |  |  |             |             |  |  |       |       |
|  | André–George (BRA)             | 2                              | André–George (BRA)             | 2 |                        |                  |        |        |               |               |  |  |             |             |  |  |       |       |
|  | 4 juli                         |                                | André–George (BRA)             | 2 |                        |                  |        |        |               |               |  |  |             |             |  |  |       |       |
|  |                                | Fijałek–Bryl (POL)             | 1                              |   |                        |                  |        |        |               |               |  |  |             |             |  |  |       |       |
|  | Durant–Schumann (AUS)          | Fijałek–Bryl (POL)             | 1                              | 0 |                        |                  |        |        |               |               |  |  |             |             |  |  |       |       |
|  | Durant–Schumann (AUS)          |                                |                                | 0 |                        |                  |        |        |               |               |  |  |             |             |  |  |       |       |
|  | Fijałek–Bryl (POL)             | 2                              |                                |   |                        |                  |        |        |               |               |  |  |             |             |  |  |       |       |
|  | Fijałek–Bryl (POL)             | 2                              |                                |   |                        |                  |        |        |               |               |  |  |             |             |  |  |       |       |

### Sextondelsfinaler
| Datum | Tid   |                          | Resultat |                   | Set 1 | Set 2 | Set 3 | Totalt | Rapport |
| ----- | ----- | ------------------------ | -------- | ----------------- | ----- | ----- | ----- | ------ | ------- |
| 4 Jul | 11:00 | Evandro–Bruno            | 0–2      | Allen–Slick       | 19–21 | 18–21 |       | 37–42  | Rapport |
| 4 Jul | 11:00 | Salemi–Vakili            | 1–2      | Nicolai–Lupo      | 16–21 | 21–16 | 7–15  | 44–52  | Rapport |
| 4 Jul | 12:00 | Heidrich–Gerson          | 0–2      | Carambula–Rossi   | 11–21 | 13–21 |       | 24–42  | Rapport |
| 4 Jul | 12:00 | Seidl–Waller             | 2–1      | Saxton–O'Gorman   | 22–24 | 21–15 | 15–8  | 58–47  | Rapport |
| 4 Jul | 13:00 | Samoilovs–Šmēdiņš        | 1–2      | André–George      | 21–17 | 15–21 | 15–17 | 51–55  | Rapport |
| 4 Jul | 14:00 | Durant–Schumann          | 0–2      | Fijałek–Bryl      | 16–21 | 19–21 |       | 35–42  | Rapport |
| 4 Jul | 15:00 | Mol–Sørum                | 2–0      | Bergmann–Harms    | 21–13 | 21–13 |       | 42–26  | Rapport |
| 4 Jul | 15:00 | Solberg–Felipe           | 0–2      | Pļaviņš–Tocs      | 19–21 | 18–21 |       | 37–42  | Rapport |
| 4 Jul | 15:00 | Stoyanovskiy–Krasilnikov | 2–0      | Perušič–Schweiner | 21–13 | 29–27 |       | 50–40  | Rapport |
| 4 Jul | 16:00 | Gibb–Ta. Crabb           | 2–0      | Herrera–Gavira    | 21–16 | 21–17 |       | 42–33  | Rapport |
| 4 Jul | 17:00 | Lyamin–Myskiv            | 2–1      | Doppler–Horst     | 21–14 | 15–21 | 16–14 | 52–49  | Rapport |
| 4 Jul | 17:00 | Kantor–Łosiak            | 0–2      | Semenov–Leshukov  | 13–21 | 17–21 |       | 30–42  | Rapport |
| 4 Jul | 17:00 | Bourne–Tr. Crabb         | 2–1      | Ehlers–Flüggen    | 15–21 | 21–19 | 15–10 | 51–50  | Rapport |
| 4 Jul | 18:00 | Alison–Filho             | 2–0      | Pedlow–Schachter  | 21–18 | 21–14 |       | 42–32  | Rapport |
| 4 Jul | 18:00 | Dalhausser–Lucena        | 2–0      | Younousse–Tijan   | 21–18 | 21–15 |       | 42–33  | Rapport |
| 4 Jul | 19:15 | Brouwer–Meeuwsen         | 0–2      | Thole–Wickler     | 21–23 | 19–21 |       | 40–44  | Rapport |

### Åttondelsfinaler
| Datum | Tid   |                          | Resultat |                   | Set 1 | Set 2 | Set 3 | Totalt | Rapport |
| ----- | ----- | ------------------------ | -------- | ----------------- | ----- | ----- | ----- | ------ | ------- |
| 5 Jul | 13:45 | Stoyanovskiy–Krasilnikov | 2–0      | Gibb–Ta. Crabb    | 21–13 | 21–18 |       | 42–31  | Rapport |
| 5 Jul | 13:45 | André–George             | 2–1      | Fijałek–Bryl      | 21–16 | 15–21 | 15–11 | 51–48  | Rapport |
| 5 Jul | 15:00 | Carambula–Rossi          | 2–0      | Seidl–Waller      | 21–18 | 21–15 |       | 42–33  | Rapport |
| 5 Jul | 15:00 | Semenov–Leshukov         | 0–2      | Bourne–Tr. Crabb  | 18–21 | 18–21 |       | 36–42  | Rapport |
| 5 Jul | 16:45 | Mol–Sørum                | 2–0      | Pļaviņš–Tocs      | 22–20 | 21–17 |       | 43–37  | Rapport |
| 5 Jul | 16:45 | Allen–Slick              | 1–2      | Nicolai–Lupo      | 25–27 | 21–18 | 13–15 | 59–60  | Rapport |
| 5 Jul | 18:00 | Alison–Filho             | 0–2      | Thole–Wickler     | 14–21 | 15–21 |       | 29–42  | Rapport |
| 5 Jul | 18:00 | Lyamin–Myskiv            | 0–2      | Dalhausser–Lucena | 15–21 | 17–21 |       | 32–42  | Rapport |

### Kvartsfinaler
| Datum | Tid   |                          | Resultat |                   | Set 1 | Set 2 | Set 3 | Totalt | Rapport |
| ----- | ----- | ------------------------ | -------- | ----------------- | ----- | ----- | ----- | ------ | ------- |
| 6 Jul | 10:30 | Mol–Sørum                | 2–0      | Nicolai–Lupo      | 21–13 | 21–11 |       | 42–24  | Rapport |
| 6 Jul | 10:30 | Bourne–Tr. Crabb         | 2–1      | André–George      | 16–21 | 21–15 | 17–15 | 54–51  | Rapport |
| 6 Jul | 11:45 | Thole–Wickler            | 2–0      | Dalhausser–Lucena | 21–18 | 21–17 |       | 42–35  | Rapport |
| 6 Jul | 11:45 | Stoyanovskiy–Krasilnikov | 2–0      | Carambula–Rossi   | 21–16 | 21–16 |       | 42–32  | Rapport |

### Semifinaler
| Datum | Tid   |                          | Resultat |                  | Set 1 | Set 2 | Set 3 | Totalt | Rapport |
| ----- | ----- | ------------------------ | -------- | ---------------- | ----- | ----- | ----- | ------ | ------- |
| 6 Jul | 17:00 | Stoyanovskiy–Krasilnikov | 2–1      | Bourne–Tr. Crabb | 21–13 | 19–21 | 15–11 | 55–45  | Rapport |
| 6 Jul | 18:30 | Mol–Sørum                | 1–2      | Thole–Wickler    | 21–17 | 16–21 | 12–15 | 49–53  | Rapport |

### Match om tredjepris
| Datum | Tid   |           | Resultat |                  | Set 1 | Set 2 | Set 3 | Totalt | Rapport |
| ----- | ----- | --------- | -------- | ---------------- | ----- | ----- | ----- | ------ | ------- |
| 7 Jul | 12:30 | Mol–Sørum | 2–1      | Bourne–Tr. Crabb | 19–21 | 21–15 | 15–10 | 55–46  | Rapport |

### Final
| Datum | Tid   |               | Resultat |                          | Set 1 | Set 2 | Set 3 | Totalt | Rapport |
| ----- | ----- | ------------- | -------- | ------------------------ | ----- | ----- | ----- | ------ | ------- |
| 7 Jul | 14:00 | Thole–Wickler | 1–2      | Stoyanovskiy–Krasilnikov | 21–19 | 17–21 | 11–15 | 49–55  | Rapport |